# Goldbeck
Goldbeck es un municipio situado en el distrito de Stendal, en el estado federado de Sajonia-Anhalt (Alemania), a una altitud de 26 metros. Su población a finales de 2015 era de unos 1450 habitantes y su densidad poblacional, 54 hab/km².

## Historia
El documento más antiguo en el cual se menciona el nombre del municipio fue redactado en 1359.
La línea ferroviaria entre Magdeburgo y Wittenberge fue construida entre 1846 y 1849 con una estación en Goldbeck. En 1896 fue inaugurada una línea ferroviaria de vía estrecha entre Goldbeck y Werben (Sajonia-Anhalt). Ambas líneas se mostraban favorables para el desarrollo económico de Goldbeck que tenía 743 habitantes en 1905.
Möllendorf y Petersmark, dos comunidades más pequeñas, fueron integradas en el municipio en 1950. Asimismo,  Bertkow y Plätz, dos comunidades más, fueron integradas en 2009.
La línea ferroviaria a Werben fue cerrada en 1971.

## Lugares de interés
La Iglesia de Möllenbeck, construida a mediados del siglo XII, tiene una torre con entramado de madera añadida en 1747.  El documento más antiguo en el cual se menciona el nombre del municipio Möllenbeck bajo el nombre "Mulendorp", que significa "Comunidad (dorp) del Molino (mule)", fue redactado en 1238. El Castillo der Bertkow fue construido en 1894 y renovado en 1994. Bajo el régimen de la RDA sirvió de Casa de la Cultura. La iglesia de Petersmark, construida en el estilo del Neorrománico, fue inaugurada en 1887. La iglesia de Plätz fue construida en el siglo XII con bloques erráticos.

## Infraestructura
En el centro de Goldbeck, cerca de la nueva Alcaldía, se ubica la estación de la línea ferroviaria entre Magdeburgo y Wittenberge. Goldbeck cuenta con un supermercado, un restaurante y varias tiendas. Se promueve el turismo ecológico así como el turismo para cyclistas.